# Omar García
Omar García (Guaminí, 11 settembre 1937) è un ex calciatore argentino, di ruolo attaccante.

## Carriera

### Club
Ha sempre giocato nel campionato argentino.

### Nazionale
Ha collezionato 3 presenze con la maglia della Nazionale, tutte nel 1959.